# Shane Richie
Shane Patrick Roche, noto come Shane Richie (Harlesden, 11 marzo 1964), è un attore, comico e cantante britannico.
È conosciuto per la sua interpretazione del personaggio Alfie Luna nella soap opera EastEnders andata in onda sulla BBC dal 2002 al 2005 e successivamente prorogata fino al 2010. Da gennaio 2014, Shane ha presentato Reflex, lo show del sabato sera della BBC.

## Biografia
Nato Shane Patrick Roche in Harlesden da genitori cattolici irlandesi. Ha frequentato la Willesden Liceo e da bambino è stato membro di un teatro giovani. Ha iniziato la sua carriera professionale in adolescenza come un intrattenitore bluecoat in una colonia Pontins, simile ai Bluecoats a Pontins Southport. Ha ricevuto una nomination per il miglior nuovo stand-up inaugurale Comedy Awards britannici. Nel 1989, Richie ha fatto apparizioni notturne per i talk show della serie Sky TV Jameson Stasera, che è stato ospitato da Derek e Richie Jameson.

### Vita personale
Richie ha sposato Coleen Nolan nel 1990 e insieme hanno avuto due figli, Shane Roche Jr e Jake Roche. Hanno divorziato nel 1999. Nel 26 aprile 2005 Richie si è messo con Christie Anne Goddard e nel 23 aprile 2006 ha dato alla luce un bambino, Mackenzie Blue. Si sono sposati il 21 luglio 2007. Christie ha dato alla luce una figlia, Lolita Bell, il 28 luglio 2008.Il 27 aprile 2011 hanno dato alla luce un'altra figlia chiamata Romani-Skye Angelo Shelley. Richie è recentemente diventato patrono della Shinfield Players Theatre, una compagnia teatrale amatoriale a Reading, Berkshire. Assumendo il ruolo del defunto Anton Rodgers. Ha fatto la sua prima apparizione in pubblico il 11 luglio 2009 per la produzione di Disco Inferno Gruppo Giovani. Richie è patrono della malattia di Huntington Association del Regno Unito.

## Filmografia

### Film
- Dead Clean (1998)
- Distant Shadow (1999)
- Silent Soul (2001)
- Shoreditch (2003) - produttore esecutivo
- Giù per il tubo (2006) - voce
- Risen (2010)
- The Reverend (2011)
- Prisoner of the sun (2013)

### Televisione
1978 Grange Hill; 1 episodio
1989 Jameson Tonight
1990 Up to Something!
1991 You Gotta Be Jokin'
1997 Sooty & Co. 1 episodio: Sooty's Christmas Panto
1998 Macbeth
1997 CITV Awards
1998 Macbeth
2000 Burnside
2002–2005 EastEnders
2003 Night and Day
2003 French and Saunders 1 episodio: Christmas Celebrity Special
2006 What We Did on Our Holiday
2007 The Good Samaritan
2007 Robbie the Reindeer in Close Encounters of the Herd Kind 2008 Skins 1 episodio: Sketch
2009 Minder
2009 Whatever It Takes
2009 New Tricks - Nuove tracce per vecchie volpi 1 episodio: Death of a Timeshare Salesman
2010 EastEnders
2014 Reflex Presenter